# Wihr-au-Val
Wihr-au-Val es una localidad y comuna francesa, situada en el departamento de Alto Rin, en la región de Alsacia. 